# Montevarchi Calcio Aquila 1902 1986-1987
Questa voce raccoglie le informazioni riguardanti  il Montevarchi Calcio Aquila 1902 nelle competizioni ufficiali della stagione 1986-1987.

## Rosa
| N. |                   | Ruolo | Calciatore         |
| -- | ----------------- | ----- | ------------------ |
|    | Italia (bandiera) | D     | Riccardo Angelini  |
|    | Italia (bandiera) | C     | Alessandro Baiesi  |
|    | Italia (bandiera) | C     | Michele Biagianti  |
|    | Italia (bandiera) | D     | Vinicio Brilli     |
|    | Italia (bandiera) | A     | Alessio Brogi      |
|    | Italia (bandiera) | C     | Cristiano Buriani  |
|    | Italia (bandiera) | A     | Marco Cacciatori   |
|    | Italia (bandiera) | D     | Alessandro Calori  |
|    | Italia (bandiera) | A     | Guido Carboni      |
|    | Italia (bandiera) | P     | Gianluca Cherubini |
|    | Italia (bandiera) | C     | Rosangelo Colombo  |
|    | Italia (bandiera) | D     | Renato Dainese     |

| N. |                   | Ruolo | Calciatore        |
| -- | ----------------- | ----- | ----------------- |
|    | Italia (bandiera) | C     | Silvio Dati       |
|    | Italia (bandiera) | C     | Fabrizio De Poli  |
|    | Italia (bandiera) | P     | Mauro Marchisio   |
|    | Italia (bandiera) | C     | Stefano Marini    |
|    | Italia (bandiera) | D     | Vittorio Marini   |
|    | Italia (bandiera) | D     | Stefano Neri      |
|    | Italia (bandiera) | C     | Giuseppe Porceddu |
|    | Italia (bandiera) | C     | Paolo Sacchetti   |
|    | Italia (bandiera) |       | Sani              |
|    | Italia (bandiera) | A     | Tonino Stilo      |
|    | Italia (bandiera) | C     | Enrico Vincenti   |